# Smírčí kříž v Mnichově II
Smírčí kříž stojí na návsi před kostelem svatého Petra a Pavla obce Mnichov v okrese Cheb. Je chráněn jako kulturní památka České republiky.

## Historie
Na místo před kostelem, kde stál původně mariánský sloup, byl smírčí kříž přestěhován v roce 1998. Jeho původní místo bylo jihovýchodně od obce u křižovatky, kde se větví silnice II/230 a silnice II/210.

## Popis
Smírčí kříž snad z počátku 20. století je vytesán ze žulového monolitu do tvaru řeckého kříže. Jeho rozměry jsou uváděny v rozmezí pro výšku 90–92 cm, přičemž celková výška, tj. i s částí pod zemí, má dosahovat 1,30 m. Šířka (rozpětí) se pohybuje 90–97 cm, délka ramene je v rozmezí 36–38 cm, tloušťka kříže 24–26 cm. Na zadní straně kříže měl být (už nečitelný) nápis vytesaný mezi roky 1910–1920. Znění nápisu: „Das alte Schuertz, es aerden sich die Zeiten und neues Leben blueht aus den Ruinen“